# Karl Hedman
Karl Gustaf Wilhelm Hedman, född 23 september 1864 i Vasa, död 29 april 1931 i Vasa, var en läkare och konstsamlare.
Karl Hedman växte upp i Vasa som son till garvarmästaren Gustaf Adolf Hedman (död 1867) och Natalia Ignatieff.  Han blev filosofie kandidat 1888, filosofie magister 1890 samt medicine licentiat 1895. Han gifte sig 1897 med Elin Maria Emilia Hasselblatt (död 1943) och verkade som privatläkare i Vasa samt 1910-29 som stadsläkare där. 
Karl Hedman ägnade stor kraft åt att bygga upp Österbottens museum. Han samlade från 1892 systematiskt allmogeartefakter av allehanda slag samt konst, samlingar som efter hans och hustruns död tillföll museet. Från 1928 inrymde museet en del av samlingarna och hade Karl Hedman som intendent. En ny museibyggnad i Marie park i Vasa invigdes 1930 på hans initiativ och under hans överinseende.
Karl Hedman köpte själv utländsk konst vid resor till Sverige, Tyskland, Paris och Florens, men framfört allt genom mellanhänder, där den viktigaste var konsthandlaren Gösta Stenman. Denne var också själv konstsamlare och kom vid en ekonomisk kris 1935 att pantsätta sin samling av utländsk konst till Karl Hedman. Panten övergick sedermera i Hedmans ägo och utgör en värdefull kärna i den hedmanska konstsamlingen på Österbottens museum.
Hedmans samlingar finns i sin helhet på Österbottens museum.

## Hedmans stiftelse
Karl och Elin Hedman grundade 1931 en stiftelse för skötseln av sin samling. Enligt deras testamente övertogs samlingen först av stiftelsen, men övertogs 1998 av Vasa stad. Stiftelsen utökar efter hand konstsamlingen och stöder på annat sätt konst, forskning och samlarverksamhet.